# Apache Software Foundation
De Apache Software Foundation (ASF) is een non-profitorganisatie die zich bezighoudt met het maken van vrije software. Een bekend product van de ASF is de Apache webserver, die voor de meerderheid van de webservers op internet gebruikt wordt.
De ASF is de opvolger van de Apache Group en is gevestigd in Delaware in de Verenigde Staten. De ASF is een decentrale organisatie van ontwikkelaars, die zich bezighouden met het maken van opensourcesoftware. De Apache-projecten worden gekenmerkt door een op samenwerking en consensus gericht ontwikkelproces en het gebruik van een open en pragmatische licentie. Elke project wordt gestuurd door een door de meewerkende ontwikkelaars geselecteerd team van technische experts. De ASF is een meritocratie, wat betekent, dat alleen ontwikkelaars, die actief bijdragen kunnen worden gekozen.
Een van de doelen van de ASF is het vrijwaren van de ontwikkelaars van juridische claims. Alle programmatuur wordt uitgebracht onder de Apache License.
De ASF organiseert elk jaar diverse conferenties, waarin bepaalde projecten in de schijnwerper worden gezet en de ontwikkelaars elkaar kunnen ontmoeten.

## Projecten
De ASF faciliteert meer dan 350 open source projecten. Nieuwe projecten beginnen in Apache Incubator. Als de gemeenschap rondom het project gegroeid is, er meerdere versies zijn uitgebracht en alle licenties in orde zijn, wordt een project bevorderd tot Top Level Project (TLP). Vanaf dat moment is de gemeenschap rond dit project zelf verantwoordelijk voor het goedkeuren van nieuwe versies en het project krijgt een eigen subdomein voor de website.
Een langdurig inactief project wordt verplaatst naar Apache Attic. De broncode, uitgebrachte software en e-mailarchieven blijven vrijelijk beschikbaar, maar de gemeenschap kan geen wijzigingen maken of nieuwe versies uitbrengen via de ASF. Het is wel mogelijk het project opnieuw via Apache Incubator te starten of via een vertakking ('fork') het project door te ontwikkelen buiten de ASF om.
Een selectie van de projecten:
- Apache HTTP Server: Webserver
- Apache ActiveMQ: JMS message broker
- Apache Directory
- Ant: Java build tool
- APR: Apache Portable Runtime, een portabiliteitsbibliotheek geschreven in C
- Attic: archief van inactieve ASF projecten
- Axis: framework voor webservices
- Camel: declaratief framework voor implementatie van "Enterprise Integration Patterns"
- Cayenne: ORM-framework
- Cocoon: XML-publicatieframework
- Commons: een verzameling van diverse kleine herbruikbare Java-bibliotheken
- DB: database-oplossingen. Hiertoe behoren Apache Derby, een RDBMS en Apache IoTDB, een TSDB allebei in Java.
- Directory: een directoryserver die onder meer LDAP ondersteunt
- Forrest: een documentatieframework, gebaseerd op Cocoon.
- Geronimo: een J2EE-server
- Apache Gump: integratie-, dependency- en versiebeheer
- Hadoop: Java-framework voor de bouw van data-intensieve gedistribueerde applicaties
- iBatis (inactief): Framework voor persistentiemapping voor Java- en/of .NET-object
- Incubator: voor projecten, die mogelijk door de ASF gesteund gaan worden
- Jackrabbit: implementatie van de JCR-API
- James: Java e-mail- en newsserver
- Jmeter: performance test tool.
- Labs: een project waarbinnen met nieuwe ideeën kan geëxperimenteerd worden
- Lenya (inactief): contentmanagementsysteem
- Logging: logging voor rapportage en debugging, bevat onder andere log4J
- Lucene: Java component om grote hoeveelheden tekst te doorzoeken
- Maven: project management voor Java en overzichtshulpmiddel
- MINA: "Multipurpose Infrastructure for Network Application", generieke netwerkroutines
- MyFaces: implementatie van JavaServerFaces
- mod perl: ondersteuning voor dynamische websites in Perl
- mod python: ondersteuning voor dynamische websites in Python
- OFBiz: CRM, ERP, MRP en e-commerce software
- OpenOffice: Open kantoorsoftwarepakket (voorheen OpenOffice.org)
- OpenNLP: Verwerking van natuurlijke taal (NLP)
- Portals: webportal-gerelateerde software
- Santuario: XML Security in Java en C++
- SpamAssassin: e-mailfilter om spam te verwijderen.
- Struts: webapplicatieframework in Java
- Tapestry: webapplicatieframework conceptueel vergelijkbaar met JavaServer Faces en Wicket
- TCL: dynamische websites met de Tool Command Language
- Tomcat: een webcontainer voor Servlets en JSP's
- Velocity: een Java Template Creation-engine
- Web services: webservice-gerelateerde componenten
- Wicket: componentgebaseerd webframework in Java
- Xalan: XSLT-processors in Java en C++
- Xerces: een validerende XML-parser
- XML Graphics: conversie van XML naar grafische formaten
  - Batik: een bibliotheek voor manipulatie van SVG in Java
  - FOP: een processor voor conversie van XSL-FO naar PDF of naar afdrukbare bestanden, in Java